# 跋波
跋波（意译：播种），是佛陀成道后第一批弟子五比丘的成员之一。
悉达多太子在出家六年当苦行僧修道时，带了五名侍从在身边。当悉达多觉得苦行并非正确的修行之道，开始进食后，跋波和其他四人觉得悉达多失去修行的道念，决定离开悉达多而去了鹿野苑。
悉达多成佛后也去了鹿野苑，并遇见了五人。佛陀便对五人说法，这也是佛陀成道后第一次说法。跋波在听了佛陀说《转法轮经》后便证得须陀桓初果。五人在此时皈依佛陀成为五比丘，也就是佛陀的第一批出家弟子。在听了《转法轮经》第二天，跋波再证得斯陀含果（二果）。五天后，佛陀对五比丘说《无我相经》（巴利文：Anattalakkhaṇa Sutta），跋波在听了经后便证得阿罗汉果（四果）。